# Consulat général de France à Naples
Le consulat général de France à Naples est une représentation consulaire de la République française en Italie. Il est situé Via Crispi, à Naples, en Campanie. Il a pour circonscription les régions de Basilicate, Campanie, Molise, Pouilles, Calabre et Sicile. Il comprend les agences consulaires de Bari, de Cosenza, de Catane et de Palerme.